# Armi contro la legge
Armi contro la legge è un film del 1961 diretto da Ricardo Blasco.

## Trama
Due criminali italiani dopo essere stati espulsi dagli Stati Uniti arrivano a Madrid. Qui formano una banda e pianificano di rapinare una gioielleria.